# Ariane Reinhart

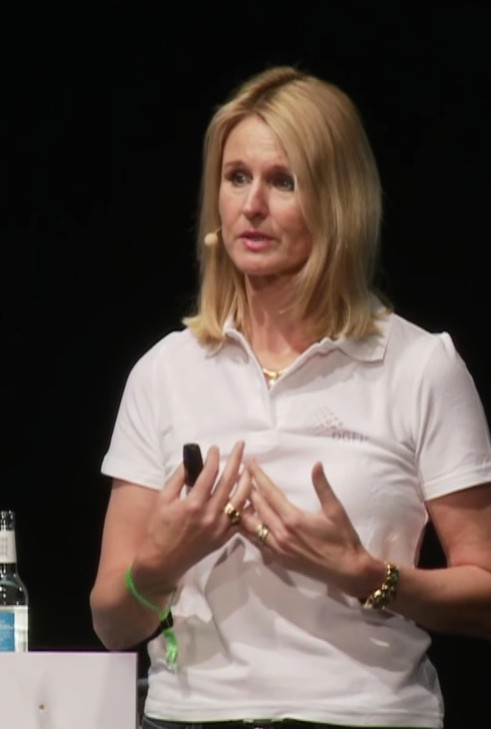
Ariane Reinhart, 2018

Ariane Reinhart (* 23. Oktober 1969 in Hamburg) ist eine deutsche Managerin. Sie ist seit 2014 Mitglied des Vorstands der Continental AG und zuständig für Personal sowie Nachhaltigkeit. Reinhart war das einzige weibliche Mitglied im Konzernvorstand, bevor am 14. Dezember 2021 mit Katja Dürrfeld eine zweite Frau hinzu kam.

## Leben
Von 1990 bis 1998 studierte Reinhart Jura an der Universität Hamburg und promovierte im Jahr 2000 zur Dr. jur.  
Nach ihrer Promotion arbeitete sie 15 Jahre in verschiedenen Positionen bei Volkswagen. 2014 wurde sie in den Vorstand der Continental AG berufen. Im Mai 2016 wurde sie in den Aufsichtsrat der Vonovia SE berufen. Ebenfalls ist sie seit Mai 2023 Mitglied im Aufsichtsrat der Evonik Industries AG.
Reinhart lebte nach der Trennung der Eltern bei ihrer Mutter. Als sie 15 Jahre alt war, starb ihr Vater an den Folgen einer Krebserkrankung.